# Valona (ocell)
La valona o xerlovita camagroga (Tringa glareola) és una espècie d'ocell de la família dels escolopàcids (Scolopacidae) que a l'estiu habita els estanys de la taigà des de les Illes Britàniques i Escandinàvia, cap a l'est, a través del nord de Rússia i de Sibèria fins Txukotka i el sud-oest d'Alaska, arribant cap al sud fins a Alemanya, centre de Rússia i nord de Mongòlia. a l'hivern habita llacs, costes i aiguamolls de l'Àfrica subsahariana, Àsia meridional i Oceania. Als Països Catalans és relativament freqüent durant la migració, al llarg de la costa i a les Balears.